# Recipe SHIMOKITA
Recipe SHIMOKITA（レシピ シモキタ）は、東京都世田谷区北沢2丁目にある大型商業施設（ショッピングセンター）である。中核テナントのダイエー下北沢店の店番号は0751。

## 概要

### 忠実屋→ダイエー（初代）→グルメシティ時代

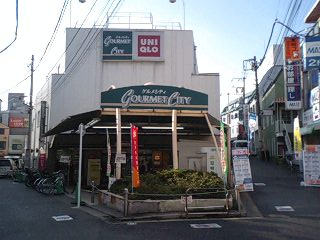
閉店間際のグルメシティ下北沢店

映画館がこの地で開業し閉館、そして月凰ビルにスーパーの忠実屋が入居し開業したのが始まりである。その後、忠実屋がダイエーに吸収合併された為、ダイエー下北沢店となり、その後、グルメシティ下北沢店に変更された。運営会社や、忠実屋を買収した会社がダイエーだったことから、地域ではグルメシティではなく、「ダイエー」と言われ親しまれていた。
2006年には、忠実屋の物件を引き継いでいたダイエーが文芸社のグループ会社であるブックハウスジャパンに売却、ブックハウスの商業ビル開発を理由に2007年9月を目処に閉店が決まったが、結果的に2008年1月13日に閉店し建て替え工事を行うこととなった。本来であれば地上6階前後の建物を建設し、2009年頃に営業再開予定であったが、工事の進展はなく計画は頓挫した。

### Recipe SIMOKITA時代
グルメシティ跡地に地上8階・地下1階建ての大型商業施設Recipe SHIMOKITA（別名:下北沢駅前ビル）として開業。設置主は世田谷区の地場企業であるキャピタルソリューションズでブックハウスジャパンから土地を購入していた。中核店舗はダイエーの都市型スーパーであるfoodium下北沢。他の専門店より一足早い2011年9月1日にプレオープンし、同年9月5日にグランドオープンした。ダイエーの関東の新規出店は3年3ヶ月振り。その他専門店は10月より順次開業する。なお、敷地はダイエーのほか、隣接地で半世紀に渡って営業していたジャズ喫茶マサコが建替え時の立ち退きに協力し閉店した。
2021年にユザワヤが撤退した後ノジマがオープン、2022年にはfoodiumがダイエーへとブランド転換した。

## フロア構成
| 階  | フロア概要                                                                                        |
| --- | ------------------------------------------------------------------------------------------------- |
| 8F  | 四谷学院 下北沢校(現役館)                                                                         |
| 7F  | 戸倉眼科 コンタクトのアイシティ 大畑歯科口腔外科 クイックカラーQ レシピ下北沢店 四谷学院 下北沢校 |
| 6F  | ノジマレシピ下北沢店                                                                              |
| 5F  | ザ・ダイソー（バラエティ雑貨、100円ショップ）                                                     |
| 4F  | ユニクロ下北沢店 メンズ                                                                           |
| 3F  | ユニクロ下北沢店 レディス・キッズ・ベビー                                                         |
| 2F  | ユニクロ下北沢店 レディス・メンズ                                                                 |
| 1F  | ダイエー下北沢店 ドライ（飲料、酒類、お菓子）、デリカ、パン、アイス、乳製品、雑誌、花             |
| B1F | ダイエー下北沢店 青果・鮮魚・ミート、和日配、ドライ(調味料、缶詰)、生活用品                       |

## 歴史
- 1971年 - 下北沢駅南口にて開店
- 1994年3月1日 - 忠実屋 下北沢店からダイエーへ転換
- 2001年 - 2Fにユニクロがオープン
- 2004年 - ダイエーからグルメシティへ転換
- 2008年1月13日 - 18時にて一時閉店
- 2011年
  - 9月1日 - Recipe SHIMOKITAの最初のテナント、foodium下北沢プレオープン
  - 9月5日 - foodium下北沢グランドオープン
  - 10月14日 - ユニクロ下北沢店オープン[2]
- 2021年11月13日 - 閉店したユザワヤ跡にノジマレシピ下北沢店がオープン
- 2022年 - foodium下北沢がダイエー下北沢店にブランド転換

## 主なテナント
- フーディアム（スーパー）
- ユニクロ（衣料品）
- ザ・ダイソー（百円均一）
- ノジマ（家電量販店）
- 四谷学院（大学受験予備校）

## 競合施設
- ピーコックストア下北澤店
  - ただし、フーディアムを運営するダイエー、ピーコックストアを運営するイオンマーケットは共に現在はイオングループである。
- オオゼキ

## 備考

### 旧建物時代
- 下北沢一番街商店街にあった八幡湯（銭湯）の湯船には、廃業するまで「忠実屋横」などの広告が掲示されていた。
- 1Fの入口付近にあった屋台タイプの鍵屋は下北沢南口商店街へ移転して営業中である。
- ユニクロはグルメシティが閉店する少し前の時期から大丸ピーコックにも開店していた。Recipe SHIMOKITAが建設されたのを機に10月に移転。大丸ピーコック内の店舗は同年9月29日で閉店した。
- ダイエーの旧ロゴタイプが最後まで使用されていた。
- エレベーターはなく、エスカレータが上りのみ設置されていた。